# 夏色キセキ
『夏色キセキ』（なついろキセキ）は、2012年4月から同年6月まで毎日放送・TBS・BS-TBSほかで放送されたテレビアニメ。全12話。

## 概要
声優ユニット・スフィアの4人が主要担当声優を務めており、それぞれの特徴を踏まえたキャラクターデザインとなっている。2011年9月17、18日に国立代々木競技場第一体育館で開催されたライブにおいて初めて発表された。
スフィアの4人を主役にしたアニメを作る構想は結成当初からあり、それが3年の時を経てかたちとなったものである。
内容は静岡県下田市を舞台として、同地域で育った女子中学生の日常が描かれている（下田海中水族館など市内の各所風景も登場）。また、第8・9話では伊豆諸島の八丈島が登場している。
また、コンビニエンスストアのローソンが制作協力しており、作中にも実名で登場するほか、同チェーンとのコラボレーションも実施された。その他にも、いくつかの実在する企業・店舗・車両などが作中に実名（看板・ロゴなど商標類、カラースキームなども改変なし）でそのまま登場している。

## あらすじ

### 1 - 3話
下田市に住む逢沢夏海、水越紗季、花木優香、環凛子の中学生4人は親友同士。小学生の時からいつも4人一緒に時を過ごしていた。
そんな4人が中学2年生の夏休みを迎える直前のこと。夏海は部活に顔を出さない紗季に対して不満を抱き、そのいざこざから絶交を宣言するほどの大喧嘩に発展してしまう。さらにその後、紗季が転校することを突然知り、仲違いはさらに深刻となっていく。
そんな中、優香と凛子は2人を仲直りさせようと計画し、強引な手段で2人を思い出の場所である『御石様』に呼び出した。幼少期と同じように御石様に願掛けをする4人だったが、すると4人の願いどおり、本当に身体が宙に浮き、空を飛んでしまった。その後も御石様は願いを聞き届け、4人に不可思議な奇跡を起こすようになる。
夏海と紗季の間の雰囲気が険悪な中、優香と凛子は2人をくっつけようと御石様に願う。その結果2人の体はくっついてしまう。そして願いをかけた2人を追いかけようと町を2人で走り回った結果、2人は仲を取り戻すことができた。
しかし、夏海たちが空を飛んだ様子を夏海の弟、大樹の友達の祐介が目撃して大樹に話したが、奇跡を隠したい夏海は空を飛んだことを否定したので祐介と大樹はけんかしてしまう。それを収めるため、紗季は、もう一度空を飛んで見せることで自分が魔女であり、4人を飛ばせていると考える。しかし御石様はその願いを聞き届けてはくれなかった。4人が2人に謝りに行くと、2人は仲直りした。

### 4話
旅館の娘の優香は、酒屋の息子の佐野貴史に憧れているが、貴史は紗季に恋心を抱いていることに気づく。そこで優香は御石様に紗希になりたいとお願いしたところ、優香は紗季の姿になってしまう。さらにこれを止めようとした夏海と凛子が入れ替わってしまう。優香は貴史とのデートを楽しむが、全てが終わった後で全員が元に戻った。

### 5話
凛子はCDショップの帰り道、雨に降られ風邪を引く。優香がお見舞いに来るが、今度は優香が風邪を引いてしまう。夏海たちは3人で遊ぶが、物足りなさを感じる。そこで、凛子は4人が仲良くなったきっかけを思い出す。

### 6話
夏海は紗季との最後の試合を迎え練習に励むが、母親の出張のため家事もすることになり、宿題の誘いを受けられないほど忙しくなる。そこで3人は、夏海が2人いればいいと考え、御石様にお願いをかける。その結果家事をする夏海とテニスをする夏海で分業することになったが、試合当日、前日の夜紗季から全体を見て試合をしていると話を聞いた家事をする夏海は寝坊し、前日に強めのショットを練習していた夏海が試合に出た。その結果、試合の序盤は劣勢となる。しかし苦しい試合を見かねて紗季から話を聞いていた夏海が声を上げたことで体は1つに戻った。

### 7話
のど自慢大会を控えた4人だが、優香がDVDばかり見て練習していなかったことに夏海が腹を立て、さらに優香が御石様の力を使って優勝しようと言い出したので2人はけんかしてしまう。そんな中、雨が降り出した。のど自慢大会は雨天中止なので、これでは開催できない。考えた末に4人は御石様に雨をやませようと願う。その後、無事に開催されたのど自慢大会で4人は優勝した。

### 8話・9話
4人は思い出作りために紗季が引っ越す場所へ旅行しようと考える。紗季は東京に引っ越すといったが、それは本土ではなく島のほうだった。4人は竹芝桟橋から船に乗り、紗季の引っ越す予定の島に向かう。そこで優香がおぼれかかり、通りがかりの子供に助けられる。その子が宿泊する旅館の娘、小春であった。4人は旅館で、紗季がいなくなれば小春とのわだかまりを解消できるかもしれないと考え、その願いが御石様に通じてしまい、紗季は透明人間になってしまう。4人は小春の双子の姉の千春に島を案内してもらう。最後に訪れた、紗季の父が働く予定の医院で4人は小春と出会う。その後転校予定の中学校で、紗季は島の人の思いに気づき、気持ちに整理をつけたため元に戻ることができた。

### 10話
4人は台風の時にあったことを思い出そうと御石様に願いをかける。すると4年前の4人が現れる。10歳の4人は、「ゆうれいホテル」に探検にいこうと廃墟となったホテルに向かう。そこで、10歳の4人は14歳の4人と遭遇し、10歳の4人が14歳の4人を幽霊だと勘違いする。その後台風が接近し、10歳の4人は海岸線を歩いて帰ろうとするが、波に飲まれかける。そこを14歳の4人が助ける。そのことを理解したので、10歳の4人は4年前に戻された。

### 11話・12話
夏休みも終わりが近づいた8月26日、4人はオーディションを受けに東京に向かう。しかし優香が失敗し、これで終わりにしたくないと願う。その後旅館で夏海は熱を出す。しかし朝起きると、下田の自宅にいた。その後オーディションに再挑戦するも、またもや失敗する。そして目が覚めるとまた8月26日だった。その後8月26日がいつまでも繰り返されることを知った4人は、オーディションだけでなく様々なところで遊ぶ。しかし、凛子は終わらないことは思い出に残らないと考えるようになり、「キセキとさよなら」しなければならないと提案する。4人はそれを承諾し、御石様に「もう奇跡に頼らない」と願いをかけることで8月26日を終わらせた。

## 登場人物

### 主要人物
逢沢 夏海（あいざわ なつみ）
声 - 寿美菜子
中学2年生。家族は父親と母親の涼夏（すずか、声 - 沢城みゆき）と弟の大樹（だいき、声 - 真堂圭）。
父親は消防団員の仕事に努め、夏海が小さい頃に川で大洪水が発生し、流された人の救助活動を行っていた。しかし、その際の事故が原因で亡くなってしまう。
家事手伝いも難なくこなせ、母親が仕事などで不在の時は弟の大樹のために食事を作っており、時に学業との掛け持ちで大きな負担になることがある。所属しているテニス部では幼馴染の紗季とペアを組んでおり、家が隣であることもあって特に仲が良い。
喜怒哀楽の豊かな真面目な性格で、筋の通らないことに対しては怒りっぽくなり、その性質が喧嘩の原因を作ることがしばしばある。また、一つのことに熱中しすぎて肝心な点を見過ごし、苦労することも多い。幼少期にあった幽霊ホテルでの一件がきっかけで幽霊が苦手になった。
紗季に引っ越しして欲しくないばかりにその気持ちを包み隠さず打ち明けることがあり、紗季を悩ませる一因になっている。
アイドルグループ「フォーシーズン」への熱意は幼少期よりも失せたが、そのメンバーであるアキラへの情熱は冷めていない。
4年後、テニスで大学推薦を薦められているものの迷っている。
水越 紗季（みずこし さき）
声 - 高垣彩陽
中学2年生。家族は父親の賢司（けんじ、声 - 三木眞一郎）と母親の舞美（まみ、声 - 山崎和佳奈）。
勉強とスポーツが得意で、所属しているテニス部で夏海と共にペアを組んでいる。冷静な性格でとても大人びているが、人付き合いに関してはしばしば不器用さを見せる。親は病院勤めである。
2学期からは父の仕事の関係で八丈島（クラスでの転校報告の際は「東京の田舎のほう」とぼかしている）の学校へ転校することになっており、1学期の終業式当日までそれを明かさないまま仲間達へ素っ気ない態度をとるようになる。紗季がテニス部をサボるようになったことでは特に夏海とぶつかっていたが、紆余曲折あって和解し、残り少なくなった仲間との時間を大切に過ごそうとするようになる。
御石様の力の存在には半信半疑だったが、事実であると認識してからは不思議な現象の原因を即座に「御石様の力」であると看破するようになった。転校するということを表面上では受け入れながらも、本心では仲間達と離れ離れになることに寂しさを感じていたが、仲間達と引越し先の島へ遊びに行き、島の人々の姿を見たことで受け入れる心も生まれるようになった。
小学4年生の頃はやんちゃで、未来の自分を泥棒と勘違いして問答無用で攻撃して、未来の自分に呆れられるほどだった。
4年後、医師になるために医大を目指している。
花木 優香（はなき ゆか）
声 - 戸松遥
中学2年生。家族は父親と母親の貴子（あつこ、声 - 長沢美樹）と姉の瑞帆（みずほ、声 - 名塚佳織）。
老舗旅館「花木屋」の娘で、4人の中でアイドルグループ「フォーシーズン」に一番嵌っている。家庭科部に所属するも、凛子とともに幽霊部員状態である。
陽気なお調子者で、仲間内ではムードメーカー兼トラブルメーカーであるが、プレッシャーに弱い。しかし夏海のワガママを指摘するなど冷静な面もある。物事においては、コツコツ積み重ねる行為が苦手。運動が苦手で走るのが遅く、体力や持久力もないため本気で走ると他の3人に大きく引き離されてしまう。また、たびたび実家の旅館の手伝いを無断でサボったり抜けだしたりするため、家族には呆れられている。
アイドルになるという夢に一番固執しており、部屋はポスターで埋め尽くされている。のど自慢大会などにも強引に仲間達を誘っているが、紗季の引越しの話を聞いてからは4人でいられる口実として、アイドルになれるよう密かに動いていた。
従兄の貴史に密かな恋心を抱いているが、当の貴史は紗季に好意を持っていることを優香は知っている。
4年後は芸能界に入り、地方ローカル番組ながらテレビ番組にもレギュラー出演している。
環 凛子（たまき りんこ）
声 - 豊崎愛生
中学2年生。家族は父親の航一郎（こういちろう、声 - 子安武人）と母親の沙苗（さなえ、声 - 恒松あゆみ）。
小学4年生の頃に転校してきた。実家は神社で両親は雇われ神職をしており、巫女としてその手伝いをしている。音楽好きで、普段はぼーっとした物静かな性格だが、自分の言いたいことはやんわりながらもちゃんと口に出している。神事に関してはそれなりに詳しく、御石様の性質などは勘である程度分析している。
優香と特に仲良しなため何かとつるんでおり、彼女のハイテンションぶりによく振り回されてはいるが、さほど気を悪くしていない。暴走しがちな優香のことを何かと心配して気遣っている。
幼い頃から風邪を引くと「空飛ぶクジラ」が見える習性があり、そのことでからかわれたりもしたが、優香たちと親しくなるきっかけにもなった。また、その頃は運動が苦手で、霊的なものは昔から苦手だった。
4年後、民俗学を学ぶために大学を目指している。自称ミステリーハンター。また4人の体験を描いた小説「夏色キセキ」を書き、小説賞で佳作をとっている。
佐野 貴史（さの たかし）
声 - 宮野真守
中学3年生。家族は父親（声 - 滝知史）と母親。
優香の従兄で、花木屋旅館と取引のある酒屋の息子。紗季に好意を持っており、一度デートに誘ったが、中身は人格が入れ替わった優香であり、後に元に戻った紗季本人には断られている。

### その他の人物
笠井（かさい）
声 - 鈴村健一
夏海達の担任で、テニス部の顧問。
浅野（あさの）
声 - 沼倉愛美
石田（いしだ）
声 - 斎藤千和
夏海と紗季のテニス部における先輩。現役時代の雪辱を2人に託している。
祐介（ゆうすけ）
声 - MAKO
大樹の友達。偶然4人が空を飛んだところを目撃してしまい、魔女と勘違いする。
啓太（けいた）
声 - 小松未可子
大樹の友達。
フォーシーズン（Four Season） / ミハル、チナツ、アキラ、フユミ
声 - 戸松遥 （ミハル）、豊崎愛生（チナツ）、寿美菜子（アキラ）、高垣彩陽（フユミ）
4人のアイドルユニット。優香は「フォーシー」と略称で呼んでいる。かつてはテレビを付ければほぼどこでも見られたほどの人気だったが、既に物語開始時点では以前と比較するとメディア露出が減っており、熱心に動向を追っていない人間には近況が把握しづらい状況になってしまっている。しかし新曲のリリースやライブは継続して行っている。
沖山 小晴（おきやま こはる）
声 - 寺崎裕香
千晴の双子の妹。紗季の引越し先の島に住んでいる少女。千晴からは「こーちゃん」と呼ばれている。少年のような姿と性格から、当初は夏海達に男性と勘違いされていた。
旅館の手伝いには消極的。よそ者をあまり歓迎していない。今まで島の診療所を経営していた老医師とは仲が良く、いろいろなことを教わっていた。しかし彼が島から離れ、代わりの医師がくることを快く思っておらず、強く反発している。
沖山 千晴（おきやま ちはる）
声 - 茅野愛衣
小晴の双子の姉。妹の小晴と違って人懐っこい性格の少女。小晴からは「ちぃ」と呼ばれている。夏海達と同い年だが、胸は夏海達よりも大きい。
旅館の手伝いも積極的にこなし、旅行者にも親しげに接している。老医師が無理をしながら診療所を続けていることを心を痛めていたため、紗季の父が新しく医師としてやってくることを心待ちにしている。

## 御石様
作中の要となる、凛子の家である姫石神社の裏手に祀られている巨石。「念じた願い事を叶える」とされ、物語は主要ヒロインたちがその「奇跡」とも言える異常現象に翻弄されることが大きな特徴となっている。なお当初は「願いには4人の意志が必要」と言っていたが、それより少人数でも発動したり、一度叶えた願いの中で再度叶うものとそうでないものがあるなど、「奇跡」が発動する条件は曖昧である（優香曰く「気まぐれ」）。なお、本編中で必ず願いに頼る展開が発生するわけではない。主に発生した現象は以下の通り。
第1話
空を見上げた凛子の「空を飛べたら」という言葉に他の3人も共感した瞬間に発動。しばらくの間、町の上空を浮遊し、その姿を祐介に目撃された。第3話で同じことを念じたが、効果は現れなかった。
第2話
優香と凛子の「夏海と紗季が仲直りすればいいのに」という願いにより発動。夏海と紗季の体が強力な磁石のように密着するようになる。2人のわだかまりが解けたことで解除された。
第3話
第2話での意趣返しから、今度は夏海たちによって優香と凛子が離れないように「お願い」された。元々仲違いはしていなかったものの、2人の意思が通じ合ったことで解除された。
第4話
「紗季に代わって佐野と付き合いたい」と優香が願ったことで発動。紗季と優香の人格が入れ替わった。また願いを中断しようと詮索したところ、さらに何故か夏海と凛子の人格が入れ替わってしまった。全てが終わった後に、全員が元に戻ることができた。
第6話
「部活、勉強、家事という多忙な夏海が楽になれたらいい」という他の3人の願いによって発動。夏海が2人に分身し、同じ記憶と思考で異なる自我を持つようになる。テニスの練習試合で熱くなりすぎて苦戦している一方の夏海を目の当たりにして、もう一方の夏海が思わず叫んだのをきっかけに、元に戻ることができた。
第9話
旅館の浴場にあった石の力が発動し、願いは判然としないが紗季が透明人間になった。声も聞こえなくなったため、紗季は筆談でやり取りした。透明になったのは身体だけであり、服などは着ることができなかった。凛子はこの石を「御石様の親戚」と推測したが、地元以外の石で願いが発動した理由は不明。地元の人々の思いを目の当たりにしたことで、紗季が気持ちの整理を一つ付けたことで解除された。
第10話
「台風の時のことを思い出したい」という4人の願いで発動。「4年前（小学4年生）の台風の日にゆうれいホテルを探検しようとした時の4人」が、現在の4人の前に現れた。事件の真相は、この願いによって4年後の世界に呼び出されてしまった小学4年生の頃の4人（彼女たちもまた、御石様のもとに集まっていた際、自分たちの4年後に思いをはせていた）が、未来の自分と出会ったことで起こった騒動であった。4人が真相を理解したことで、過去の自分たちは元の世界へ戻されたが、過去の4人には謎のお姉さんたち（未来の自分たちとは認識しなかった）が目の前から消えたように見え、それを幽霊と勘違いしてしまったことから記憶があやふやになった。
第11話 - 第12話
夏海が呟いた「夏休みが終わらなければいいのに」という願いにより、東京の神社（ここの名前も姫石神社）にあった「御石様の親戚」と凛子に推測された石の力が発動した。4人の間だけでオーディション当日の1日が繰り返されるようになり、日付が変わった瞬間、必ず巻き戻されてしまう。どんな行動を行っても結果は全てリセットされるが、4人の記憶だけは影響を受けない。4人はこの繰り返される1日を利用して、オーディションをやり直したりすっぽかして海で遊んだりしたが、凛子がこのループに終止符を打つため「御石様の奇跡とさよならする」という提案を行い、それを皆で承諾して実行した。

## スタッフ
- 監督 - 水島精二
- 副監督 - 木村隆一
- シリーズ構成 - 浦畑達彦
- キャラクター原案 - 左
- キャラクターデザイン・総作画監督 - 田中雄一
- 美術監督 - 池田繁美
- 美術設定 - 池田繁美、大久保修一
- 色彩設計 - 熊谷妙子
- 撮影監督 - 大神洋一
- 編集 - 吉武将人
- 音楽 - 虹音、伊藤真澄
- 音響監督 - 菊田浩巳
- プロデューサー - 佐藤弘幸、大山良、宮本朋律、櫻井優香、丸山博雄
- 制作 - サンライズ
- 製作 - サンライズ、アニプレックス、ミュージックレイン、ランティス、MBS

## 主題歌
オープニングテーマ「Non stop road」
作詞 - 畑亜貴 / 作曲 - 江並哲志 / 編曲 - 虹音  / 歌 - スフィア
エンディングテーマ「明日への帰り道」
作詞 - こだまさおり / 作曲 - 町田紀彦 / 編曲 - 増田武史 / 歌 - スフィア
エンディング挿入歌「南風ドラマチック」（第7話）
作詞 - こだまさおり / 作曲・編曲 - 藤末樹 / 歌 - フォーシーズン
イメージソング「優しさに包まれるように」
作詞 - rino / 作曲・編曲 - 伊藤真澄 / 歌 - スフィア
メインテーマ「夏色」
作詞・作曲 - 伊藤真澄
挿入歌
「夢色グラフィティ」（第2話）
作詞 - rino / 作曲 - 黒須克彦 / 編曲 - 虹音 / 歌 - 逢沢夏海（寿美菜子）、水越紗季（高垣彩陽）
「初想いDay」（第4話）
作詞・作曲 - rino / 編曲 - 虹音 / 歌 - 花木優香（戸松遥）、環凛子（豊崎愛生）
「空飛ぶクジラ」（第5話）
作詞 - 江戸門弾鉄 / 作曲 - 多羅尾伴内 / 編曲 - 菊谷知樹 / 歌 - 環凛子（豊崎愛生）
大瀧詠一のカバー。
「夏休み」（第8話）
作詞・作曲 - 吉田拓郎 / 編曲 - 菊谷知樹 / 歌 - 水越紗季（高垣彩陽）
吉田拓郎のカバー。
「夏を越えてキミと」（第9話）
作詞・作曲 - rino / 編曲 - 虹音 / 歌 - 逢沢夏海（寿美菜子）、花木優香（戸松遥）、環凛子（豊崎愛生）
「夏休みは終わらない」（第11話、第12話）
作詞 - 秋元康 / 作曲 - 高橋研 / 編曲 - 山口雅也 / 歌 - 逢沢夏海（寿美菜子）、水越紗季（高垣彩陽）、花木優香（戸松遥）、環凛子（豊崎愛生）
おニャン子クラブのカバー。

## 各話リスト
| 話数       | サブタイトル                          | 脚本         | 絵コンテ              | 演出                  | 作画監督                                                          | 初放送日      |
| ---------- | ------------------------------------- | ------------ | --------------------- | --------------------- | ----------------------------------------------------------------- | ------------- |
| 第1話      | 11回目のナツヤスミ                    | 浦畑達彦     | 木村隆一              | 木村隆一              | 本村晃一、渡部里美 濱津武広                                       | 2012年 4月6日 |
| 第2話      | ココロかさねて                        | 浦畑達彦     | 林直孝 ミズシマセイヂ | 山本恵                | 豊田暁子、山田幸                                                  | 4月13日       |
| 第3話      | 下田ではトキドキ少女は空をとぶ        | 村井さだゆき | 亀井治                | 亀井治                | 長田伸二、升谷由紀 鎌田均                                         | 4月20日       |
| 第4話      | ユカまっしぐら                        | 綾奈ゆにこ   | 京極尚彦              | 京極尚彦              | 山村直己                                                          | 4月27日       |
| 第5話      | 夏風邪とクジラ                        | 村井さだゆき | 山本恵 ミズシマセイヂ | かわこしたかひろ      | 南伸一郎、五十内裕輔                                              | 5月4日        |
| 第6話      | 夏海のダブルス                        | 髙橋龍也     | 五十嵐紫樟            | 五十嵐紫樟            | 小野田将人、本村晃一 濱津武広、小林亮 盛重学                      | 5月11日       |
| 第7話      | 雨にオネガイ                          | 浦畑達彦     | 青木康直              | 亀井治                | 山村直己、長田伸二 大竹守                                         | 5月18日       |
| 第8話      | ゆううつフォートリップス              | 綾奈ゆにこ   | 中村里美              | 中村里美              | 豊田暁子、盛重学 熊膳貴志、宮暁秀                                 | 5月25日       |
| 第9話      | 旅のソラのさきのさき                  | 綾奈ゆにこ   | 木村隆一              | 奥野耕太 サトウシンジ | 小林亮、濱津武広 蒲田均                                           | 6月1日        |
| 第10話     | たいふうゆうれい、今日のオモイデ      | 村井さだゆき | 三宅和男              | かわこしたかひろ      | 松本朋之、近藤優次                                                | 6月8日        |
| 第11話     | 当たって砕けろ！ 東京シンデレラツアー | 高橋龍也     | 亀井治                | 亀井治                | 小丸敏之、藤崎賢二 小林亮、濱津武広 長田伸二、宇田早輝子 岩崎成希 | 6月15日       |
| 第12話     | 終わらないナツヤスミ                  | 浦畑達彦     | 水島精二              | 木村隆一              | 山村直己、本村晃一 小林亮、濱津武広 盛重学、大竹守                | 6月22日       |
| 短編番外編 | 15回目のナツヤスミ                    | -            | -                     | -                     | -                                                                 | 6月29日       |

## 放送局
毎日放送・TBSテレビ・BS-TBSは『アニメイズム』B2。
| 放送期間               | 放送時間                     | 放送局       | 対象地域・備考                       |
| ---------------------- | ---------------------------- | ------------ | ------------------------------------ |
| 2012年4月6日 - 6月29日 | 金曜 2:25 - 2:55（木曜深夜） | 毎日放送     | 近畿広域圏 / 製作局                  |
| 2012年4月7日 - 6月30日 | 土曜 2:25 - 2:55（金曜深夜） | TBSテレビ    | 関東広域圏                           |
| 2012年4月8日 - 7月1日  | 日曜 2:48 - 3:18（土曜深夜） | 北海道放送   | 北海道                               |
| 2012年4月11日 - 7月4日 | 水曜 1:55 - 2:25（火曜深夜） | 静岡放送     | 静岡県                               |
|                        | 水曜 2:25 - 2:55（火曜深夜） | RKB毎日放送  | 福岡県                               |
| 2012年4月13日 - 7月6日 | 金曜 3:05 - 3:35（木曜深夜） | 中部日本放送 | 中京広域圏                           |
| 2012年4月22日 - 7月8日 | 日曜 0:30 - 1:00（土曜深夜） | BS-TBS       | 日本全域 / BS放送                    |
| 2012年5月5日 - 7月21日 | 土曜 8:00 - 8:30             | AT-X         | 日本全域 / CS放送 / リピート放送あり |

| 配信開始日    | 配信時間           | 配信サイト                            |
| ------------- | ------------------ | ------------------------------------- |
| 2012年4月13日 | 金曜 22:30 - 23:00 | ニコニコ生放送                        |
|               | 金曜 23:00 更新    | ニコニコチャンネル バンダイチャンネル |

2012年3月31日には、ニコニコ生放送において2万人限定で第1話先行上映会が行われた。

## 特別番組
『伊豆下田・夏の風景 〜夏色キセキの舞台をめぐる〜』のタイトルで、2012年7月15日の17:00 - 17:30に静岡放送（SBSテレビ）による製作でローカル放送された。
出演は水島精二監督、喜屋武ちあき。スフィアのインタビューも放送。

## 関連商品

### BD / DVD
BD、初回限定盤と通常盤のDVDの3仕様で発売。第1巻のみ1話収録で、それ以降は2話収録となる。第1巻から第6巻までの初回限定版には、特典CDが同梱されている。第3巻以降は制作上の理由で、当初の予定より1か月延期して発売された。最終巻となる第7巻初回限定版には、『夏色キセキフェスティバル』の模様を収録したDVDが同梱されている。
| 巻数 | 発売日         | 収録話             | 規格品番     | 規格品番     | 規格品番  | オーディオコメンタリー                                                            | 特典CD・DVD                                                           |
| 巻数 | 発売日         | 収録話             | BD           | 限定版DVD    | 通常版DVD | オーディオコメンタリー                                                            | 特典CD・DVD                                                           |
| ---- | -------------- | ------------------ | ------------ | ------------ | --------- | --------------------------------------------------------------------------------- | --------------------------------------------------------------------- |
| 1    | 2012年6月27日  | 第1話              | ANZX-6881/82 | ANZB-6881/82 | ANSB-6881 | 寿美菜子、高垣彩陽、戸松遥、豊崎愛生、 水島精二、浦畑達彦                         | 夏色キセキイメージアルバム - 優しさに包まれるように                   |
| 2    | 2012年7月25日  | 第2話、第3話       | ANZX-6883/84 | ANZB-6883/84 | ANSB-6883 | 2話：水島精二、菊田浩巳、宮本朋律 3話：寿美菜子、高垣彩陽、戸松遥、豊崎愛生       | 挿入歌 & キャラクターソングCD - 夢色グラフィティ - 青空と自転車       |
| 3    | 2012年9月26日  | 第4話、第5話       | ANZX-6885/86 | ANZB-6885/86 | ANSB-6885 | 4話：戸松遥、木村隆一、水島精二 5話：寿美菜子、高垣彩陽、戸松遥、豊崎愛生         | 挿入歌 & キャラクターソングCD - 初想いDay - 空飛ぶクジラ              |
| 4    | 2012年10月24日 | 第6話、第7話       | ANZX-6887/88 | ANZB-6887/88 | ANSB-6887 | 6話：寿美菜子、高橋龍也、水島精二 7話：寿美菜子、高垣彩陽、戸松遥、豊崎愛生       | 挿入歌 & キャラクターソングCD - Super Diamond Girl - 南風ドラマチック |
| 5    | 2012年11月21日 | 第8話、第9話       | ANZX-6889/90 | ANZB-6889/90 | ANSB-6889 | 8話：高垣彩陽、綾奈ゆにこ、水島精二 9話：寿美菜子、高垣彩陽、戸松遥、豊崎愛生     | 挿入歌 & キャラクターソングCD - 夏休み - 夏を越えてキミと             |
| 6    | 2012年12月26日 | 第10話、第11話     | ANZX-6891/92 | ANZB-6891/92 | ANSB-6891 | 10話：豊崎愛生、村井さだゆき、水島精二 11話：寿美菜子、高垣彩陽、戸松遥、豊崎愛生 | 挿入歌 & キャラクターソングCD - 空は晴れてく - 夏休みは終わらない     |
| 7    | 2013年1月23日  | 第12話、短編番外編 | ANZX-6893/94 | ANZB-6893/94 | ANSB-6893 | 寿美菜子、高垣彩陽、戸松遥、豊崎愛生、 水島精二、浦畑達彦                         | 特典DVD『夏色キセキフェスティバル』                                   |

### CD
| 発売日         | タイトル                                                           | 備考                        |
| -------------- | ------------------------------------------------------------------ | --------------------------- |
| 2012年7月25日  | 夏色キセキ オリジナルCDドラマ〜ドリームアワー・イン・紗希's room〜 | ドラマCD                    |
| 2012年7月25日  | TVアニメ 夏色キセキ オリジナルサウンドトラック                     | サウンドトラック            |
| 2014年12月12日 | 「夏色キセキ」ベストアルバム                                       | キャラクターソング&主題歌集 |

### 書籍
- 『TV アニメーション 「夏色キセキ」 オフィシャルフォトブック』 スクウェア・エニックス、2012年3月24日発売[12]、ISBN 978-4-7575-3546-6
- 『夏色キセキ OFFICIAL MUSIC GUIDE』 エムオン・エンタテインメント、2012年8月31日初版第1刷発行（同日発売[13]）、ISBN 978-4-7897-3543-8

## 漫画
『ヤングガンガン』（スクウェア・エニックス）において、2012年3号から2013年4号まで連載された。作画はたつひこ。アニメ第1話の前日譚から始まっていて（単行本1巻収録の7話のうち5話まで、全話の2割余りを占める）、その後は大筋でアニメと同様の内容であるが、一部のエピソードがカットされたり順番が入れ替わったりしている。また、後日譚「After story」として「15回目のナツヤスミ」が『ヤングガンガン』2013年7号に掲載された。なお、単行本1巻の巻末に、アニメ放映当時の下田市長であった石井直樹から寄せられた推薦文が掲載されている。

### 単行本
- 「夏色キセキ」製作委員会（原作・原案）・たつひこ（漫画）・左（キャラクター原案） 『夏色キセキ』 スクウェア・エニックス〈ヤングガンガンコミックス〉、全3巻
  1. 2012年5月25日初版発行（同日発売[14]）、ISBN 978-4-75-753607-4
  2. 2012年10月25日初版発行（同日発売[15]）、ISBN 978-4-75-753759-0
  3. 2013年3月25日初版発行（同日発売）、ISBN 978-4-75-753914-3

## コラボレーション

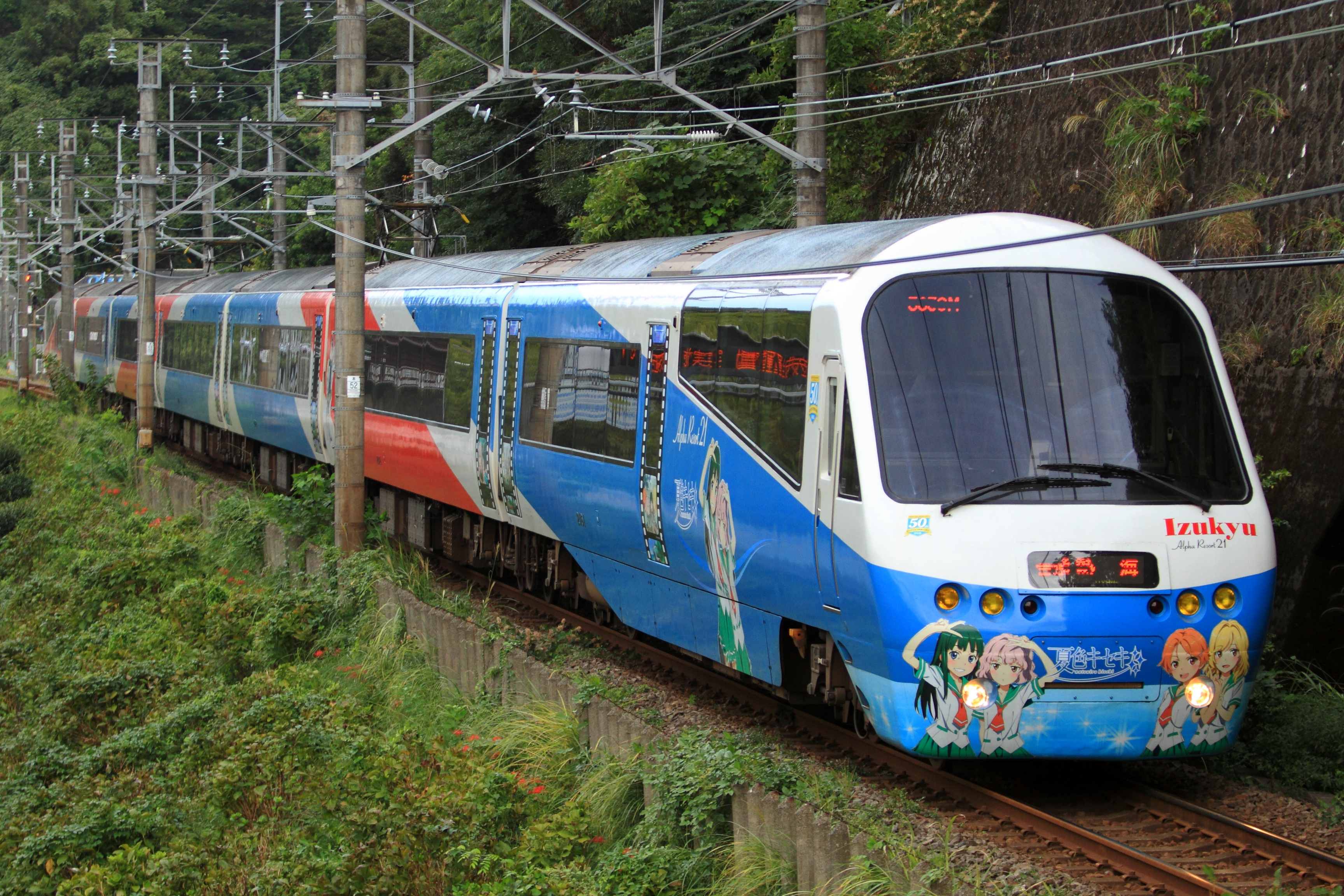
ラッピングされた2100系電車（アルファ・リゾート21）

下田市まで路線を持つ伊豆急行が、逢沢夏海を伊豆急下田駅の「オモシロ駅長」に就任させ、メインキャラクター4人が2100系（アルファ・リゾート21編成）の車内アナウンスを担当するサービスを、6月から10月31日までの間、列車・区間限定で実施した。同年7月29日には同じくアルファ・リゾート21編成にラッピングが施され、翌30日から10月31日まで運行、10月25日から31日にかけてはラストラン企画も行われた。
また、下田ロープウェイでも、同じくメインキャラクター4人による車内アナウンスを2012年6月末から10月31日まで実施した。

## 主なイベント
- 2012年1月29日に日本青年館大ホールにおいて制作発表会が行われた。司会はニッポン放送アナウンサー・吉田尚記。スフィアの4人に水島監督が登場、Pl@net Sphereの公開録音も行われ、成功祈願として僧侶を招いての儀式も行われた[21]。
- 2012年3月31日にアニメ コンテンツ エキスポにおいて当作品のイベントステージが開かれた。司会は上記に同じく吉田アナ[22]。
- 2012年8月29日に東京国際フォーラムAにおいて『夏色キセキフェスティバル』が開催された。BD/DVD第1巻にチケット先行販売申込券が付属[23]。朗読や劇中歌ライブ、司会の吉田アナがパーソナリティーを務める『ミュ〜コミ+プラス』とのコラボコーナーなどで構成。本編の4年後を描いた新作パート「15回目のナツヤスミ」も最速公開された。
- 放送終了後も下田市ではファン有志を中心に各種イベントを企画・開催した[24][25]他、メインキャラクター4人の誕生日に合わせて生誕祭を開催するなど、ファン同士の親睦を深める機会が継続している。